# Michael Morhaime
Michael "Mike" Morhaime, född 3 november 1967, är en amerikansk programmerare, som var medgrundare och styrelseordförande av datorspelsutvecklaren Blizzard Entertainment.

## Blizzard
År 1991 var Morhaime med och grundade datorspelsutvecklaren Silicon & Synapse, sedermera Blizzard Entertainment, tillsammans med Allen Adham och Frank Pearce. I oktober 2018 slutade Morhaime som Blizzards (dåvarande Activision Blizzard) styrelseordförande och i april 2019 lämnade han Blizzard.